# Bobo Ridge
Bobo Ridge är en bergstopp i Antarktis. Den ligger i Västantarktis. Nya Zeeland gör anspråk på området. Toppen på Bobo Ridge är 1 000 meter över havet.
Terrängen runt Bobo Ridge är platt åt sydost, men åt nordväst är den kuperad. Terrängen runt Bobo Ridge sluttar västerut. Trakten är obefolkad. Det finns inga samhällen i närheten. 